# 恶性贫血
維生素 B12 缺乏貧血，是指因缺乏維生素B12造成紅血球不足的疾病，惡性貧血（英語：Pernicious anemia）是造成維生素 B12 缺乏的原因之一。最常見的發病症狀是疲倦，其他症狀有呼吸困難、皮膚蒼白、胸痛、手腳麻木、平衡感變差、舌頭變得光滑發紅、反射變差、抑鬱和意識模糊。若無儘早適當治療，有些症狀可能會永久持續，再治療也不會康復。
缺乏內在因子造成的貧血稱為惡性貧血，最常見的成因是自體免疫問題，也就是患者自己的免疫系統攻擊胃裡產生內在因子的胃壁細胞；也可能是因為患有遺傳疾病或手術切除了部份的胃引起。其他維生素 B12 不足的原因有飲食攝取不足（例如採用維根主義飲食）、患有乳靡瀉、感染絛蟲。一般可透過血液檢查予以釐清，偶爾需要配合骨髓檢查結果來做診斷。血液檢查結果會呈現紅血球體積較大但數量較少、少量的網狀紅血球、維生素 B12 濃度偏低和會攻擊內在因子的自體抗體。
惡性貧血是內在因子缺乏而無法事前預防；其他造成維他命 B12 缺乏的原因則可能透過均衡飲食或攝取補充劑來預防。只要簡單注射或服用維他命 B12 補充錠劑，就能改善惡性貧血。如果症狀嚴重，典型建議的治療方式為先注射 B12 ，吞嚥錠劑困難的患者，可使用鼻噴劑給藥。這種治療往往會需要持續一生。
每 1000 人中約有 1 人患有因自體免疫問題引起的惡性貧血，60 歲以上的族群盛行率約為 2%。惡性貧血較常見於北歐後裔，女性患病的比率高於男性。只要治療得宜，多數患者仍可正常生活；此症患者有較高的機率罹患胃癌，需要定期追蹤胃的情況。 1849 年，托马斯·艾迪生首次留下了此症清楚的記敘。惡性貧血的英文 "Pernicious anemia" 中，"pernicious (惡性)" 意為「致命的」，因為此症在療法出現前，患者幾乎都必死無疑。

## 外部連結
- 中的“恶性贫血”